# Brown Swiss

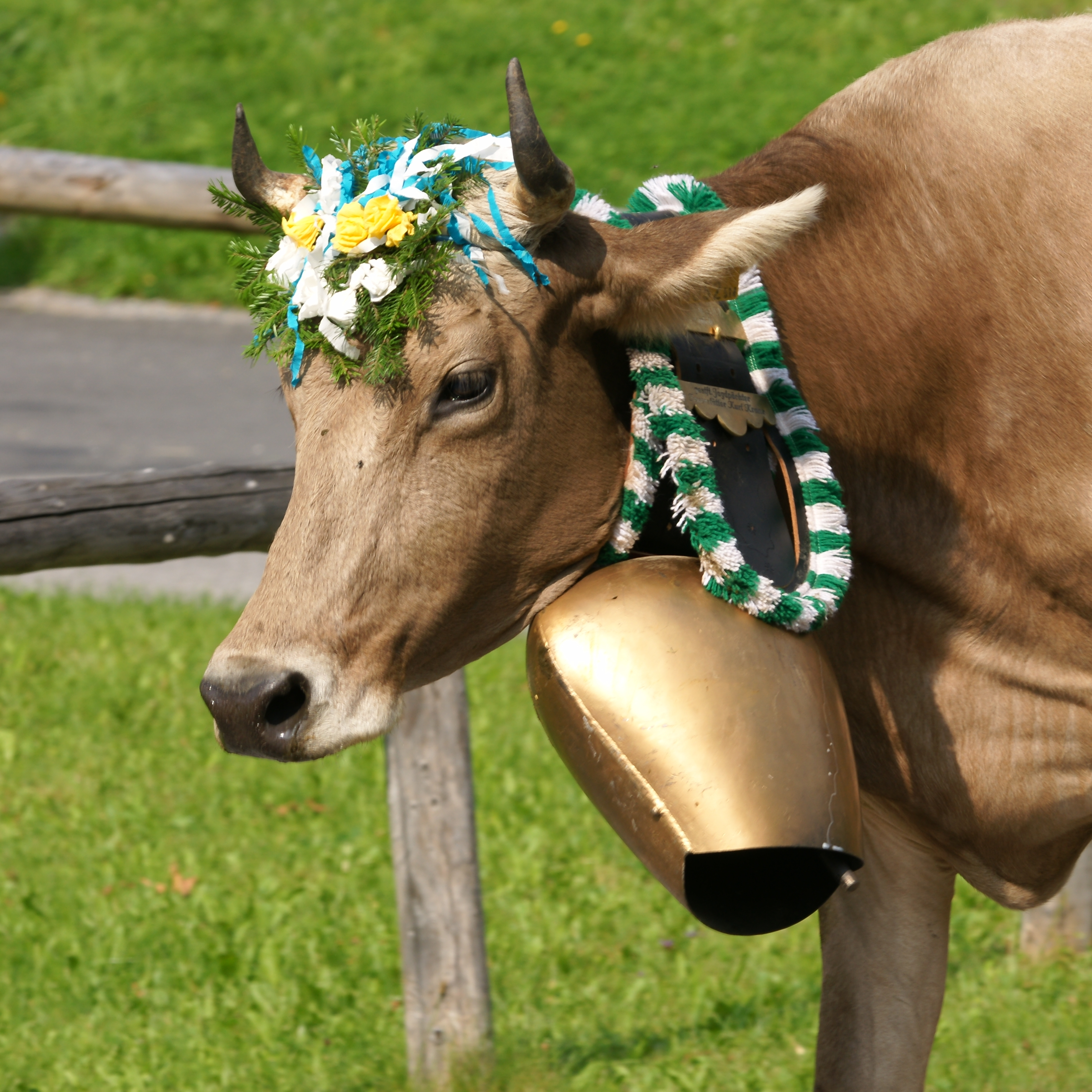
Braunvieh

Brown Swiss (Braunvieh) – rasa bydła ogólnoużytkowego, pochodząca ze Szwajcarii. Charakteryzuje się jednolicie brązowym umaszczeniem o różnych odcieniach.
Wysokość w kłębie buhajów wynosi 146-155 cm (średnio 150 cm), a krów - 135-139 cm (średnio 137 cm). Obwód klatki piersiowej buhajów wynosi 246 cm, a krów - 204 cm. Masa ciała buhajów wynosi 950-1100 kg, a krów - 550-720 kg.